# 中華民國—美國關係史
- 關於臺灣各時期與美國交往的歷史，請見「臺灣與美國關係史」。
- 關於中華民國與美國各項之關係，請見「中華民國—美國關係」。

本條目是中華民國與美利堅合眾國雙邊之關係史，亦稱中美關係史，随着1949年中华民国政府迁往台湾后，实际上與臺灣的关系重疊，即臺美關係史。

## 中華民國大陸時期（1912年—1949年）

### 北洋政府時期（1912年－1928年）
1912年1月1日，中華民國成立。2月12日，清末代皇帝宣統帝退位。由於美国暫未承認中華民國，中華民國任命原清廷出使美國欽差大臣張蔭棠為駐美國外交代表。1913年5月2日，美國承認以袁世凱為臨時大總統的中華民國臨時政府，開始與北洋政府建立公使級外交關係，互設公使館，並互派公使。1921年，召開華盛頓會議，簽署九國公約，再次確定通過「門戶開放政策」以維持中國的領土完整，然而此次由美國、英國、日本、法國及中國共同簽署的協定缺乏實施細則；1931年9月18日，日本發動「九一八事變」侵略滿洲並建立滿洲國，門戶開放政策隨之不存，使各國減少約束力。

### 南京政府時期（1928年－1937年）
1928年7月25日，美國駐華公使馬慕瑞與國民政府代表財政部長宋子文在南京簽訂《中美關稅新約》，條約簽訂意味著美國已正式承認南京政府，但駐華公使館仍留駐北平，並在南京設立公使館南京辦事處。
中國抗日戰爭初期，美國不願捲入中日戰爭；美國總統羅斯福在1937年9月14日宣布禁向中日兩國運送軍火。
1935年5月17日，兩國外交關係升格為大使級，公使館升格為大使館，並互派大使。美國駐北平公使館和南京辦事處同時升格為大使館，美國大使則常駐北平大使館。

### 重慶政府時期（1937年－1946年）

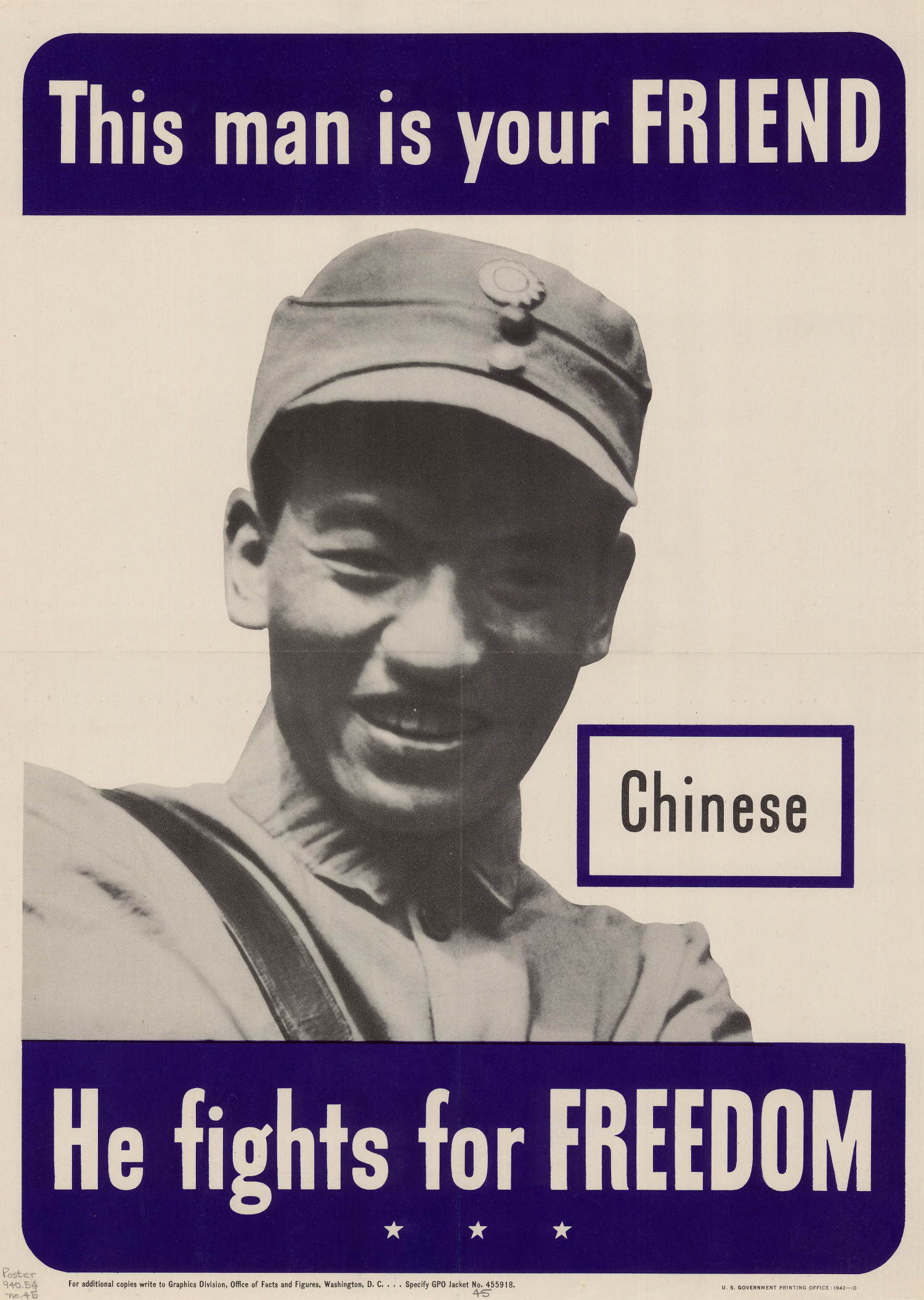
二战时期美国對一名國民革命軍士兵的宣传画，表明中美两国的同盟关系。

1937年7月，由於中國抗日戰爭擴大，美國大使館隨國民政府先後遷至武漢和陪都重慶，但北平大使館和南京大使館仍然正常運作，至1941年12月珍珠港事件爆發後才正式關閉。
1939年6月17日，蔣介石接見美國大使詹森，促美國政府對日本封鎖天津英、法租界事作嚴正表示:6070。6月20日，美國國務卿赫爾發表演說，指責日本封鎖天津租界及轟炸中國各地:6072。9月6日，美國國務卿赫爾表示，美國遠東政策不變:6111。
1941年8月26日，羅斯福宣布，美國將派遣軍事代表團到中國，以實現《軍火租借法案》之目的，該團由馬格魯德為團長，在陸軍部長史汀生指導下執行任務:6606。11月2日，蔣介石以日軍集結越南，將進攻雲南，切斷滇緬公路，是日電請羅斯福總統利用影響，使英國與中國通力合作:6648。11月26日，宋子文偕駐美大使胡適謁見美國總統羅斯福，談中美關係問題:6664。12月9日，羅斯福發表演講，譴責日本背信棄義，進攻美國，並宣稱：戰爭為長期、艱苦的戰爭，美國決不中途停止，決心作戰到底；羅斯福致電告蔣介石，美國已對日宣戰，並申述加強美中友誼與共同奮鬥，征服暴日，直至取得徹底勝利:6673。
1942年1月4日，蔣介石電在華盛頓之宋子文，要求羅斯福派遣一位可資信賴之高級將領到中國擔任中國戰區統師部參謀長，1月19日美國陸軍部長史汀生推薦史迪威擔任此職，1月23日美軍總參謀長馬歇爾通知史汀生表示同意:6701。中國外交人員幾經努力，1942年之前美國對華提供1.7億美元貨款；太平洋戰爭爆發後，美國開始全力援華，1942年向中國提供5億美元無償援助，並根據《租借法案》對華租借大量軍事物資，包括「駝峰空運」。共產國際通過其自覺和不自覺之盟友，在中美摩擦中起很大作用:8；由於在重慶和後來在南京的記者反面報導，也由於共產黨和他們的同路人同美國人和美國組織積極努力建立「統一戰線」，蔣介石和美國盟友之間關係分岐不斷加深:9。美軍派員來華參戰，包括「飛虎隊」、美軍第十四航空隊和第二十轟炸機隊，以及「中美特種技術合作所」；所有上述援助合計，中國在抗戰中所獲美援總額達16.02億美元，是所有國家中對華援助最多。
1943年1月11日，於華盛頓簽訂《中美平等新約》。1944年5月7日，蔣介石電告羅斯福，派商震將軍為中國駐美軍事代表團團長:7407。
1945年1月，美國派赫爾利為美國駐華大使:46。4月，中國與美國、英國、蘇聯在舊金山主持聯合國會議:46。美國總統羅斯福逝世，由副總統杜魯門繼任:46。6月，美國駐華大使赫爾利奉總統杜魯門之命，將雅爾達會議關於中國方面之秘密協議轉達中方，並促請中國與蘇聯成立諒解:46。中、美、英、法等50國代表在舊金山會議中，簽訂《聯合國憲章》:46。7月，中國與美、英三國對日本提出勸降牒文:46。麥克阿瑟代表同盟國於9月2日在米蘇里艦受降，中國派徐永昌參加簽證:47。10月，美國定雙十節為「中國友誼日」:47。11月，美國駐華大使赫爾利辭職:47。12月，美國總統杜魯門發表聲明，希望中國和平統一，實行民主憲政:47-48。馬歇爾奉派來華調解國共問題:48。

### 南京政府時期（1946年－1949年）
1946年5月，國民政府還都南京，美國駐華大使館亦遷至南京。
1946年7月，美國派司徒雷登為駐華大使，在廬山呈遞國書:48。12月，美國總統杜魯門繼續發表聲明，譴責中國共產黨破壞和平商談，申明對華政策不變:49。

#### 1947年
1947年1月1日，美國政府財政部宣布解除於1941年6月凍結之中國在美資產，美財政部估計中國資產時值3.564億美元:8253。1月3日，美國照會中蘇兩國，大連應即在中國管理之下，開放國際貿易，恢復中長鐵路交通:486；美國駐華北海軍陸戰隊第一批4,600人開始撤退，駐北戴河及秦皇島之第七聯隊全體官兵登美運輸艦3艘，定48小時內啟程歸國；美方聲明，此次撤退與中國學生要求美軍撤出中國無關:8255。1月10日，美國太平洋海軍陸戰隊司令杜納格抵華，將視察平、津地區美軍設施:8263。1月16日，美國駐華大使司徒雷登正式通知中共代表王炳南，政府決派張治中赴延安商談，重啟和談之門（1月18日，中共答覆司徒，仍堅持取消「偽憲」等兩項要求，否則不能重開談判）:486。1月19日，美國海軍上將柯克宣稱：國軍青島海軍訓練團係完全由美方負責，美國政府專為該團運來之訓練器材、物資價值法幣150億元；美方在青島移交國民黨之船隻已有26艘，大部分為登陸艇，重6萬噸；美海陸軍在華之費用每月為100萬美元:8270。1月31日，美國海軍陸戰隊第一師第十一團自塘沽開拔回國，華北所駐美軍因之減少至1萬人，天津所駐第十一炮兵團則已撤至關島駐防:8276。2月1日，美國海軍陸戰隊總部在華盛頓聲稱：陸戰隊並未接到關於撤退駐華軍隊之命令:8278。2月7日，美國國務卿馬歇爾在記者招待會上談關於美國在華保有軍事基地問題，認為談判仍在進行，並無任何困難，目前尚有少數陸戰隊留駐青島，協助訓練中華民國海軍；美國西南太平洋艦隊贈中國900噸中型登陸艦一艘，在青島大港碼頭舉行交接典禮:8281。2月3日，美軍駐延安聯絡團撤退:487。2月6日，司徒雷登發表聲明，願於3月5日以前，協助中共人員撤退:487。2月28日，《合眾社》華盛頓電：美國海軍部長福萊斯特在華府記者會上強調，美國不因已退出中國政局而減少駐西太平洋之海軍；美國在青島仍將駐泊艦隊:8298。3月12日，司徒雷登報告美國國務院，中國內戰將使經濟日益枯竭，士氣日漸減低，在東北國共兩軍損失為1：2，在山東為2：1:488。4月1日，西太平洋美國海軍司令查爾斯·柯克海軍上將發表聲明稱：「撤退駐華美海軍陸戰隊至關島之工作已在進行中，目前撤退之人數已逾五千名。」:83254月8日，駐北平美軍總部吉倫中將及最後一批官兵369人，上午9時離開北平赴塘沽，換乘「威格爾將軍號」離華返美；駐北平美軍總部宣告結束:8330-8331。4月26日，美國總統杜魯門命令海軍部長福萊斯特：將美國海軍剩餘船隻271艘及船隻器材、浮動船塢等移交中國；國民政府將青島作為美國第七艦隊之海軍基地:8342。4月1日，西太平洋美國海軍司令柯克上將發表聲明稱：「撤退駐華美海軍陸戰隊至關島之工作已在進行中，目前撤退之人數已逾五千名。」:83254月8日，駐北平美軍總部吉倫中將及最後一批官兵369人，上午9時離開北平赴塘沽，換乘威格爾將軍號離華返美；駐北平美軍總部宣告結束:8330-8331。4月26日，美國總統杜魯門命令海軍部長福萊斯特：將美國海軍剩餘船隻271艘及船隻器材、浮動船塢等移交中國，並派遺海軍軍官100名、士兵200名予以協助；國民政府決將青島作為美國第七艦隊之海軍基地，僅許美國船艦入口:8342。5月1日，美國太平洋艦隊司令鄧斐爾宣布美軍將於7月1日以前全部退出中國；美國駐華海軍總司令柯克對記者稱：美國海軍在中國自香港至天津沿海一帶，計有巡洋艦兩三艘、驅逐艦12艘、其他軍艦若干艘:8346。5月11日，美國駐華海軍陸戰隊第五團撤離北平:8353。5月25日，美國駐華海軍陸戰隊撤離秦皇島:8361。5月26日，美國決定解除對華軍火出口禁令:8361。6月12日、16日、19日，駐華北之美國海軍陸戰隊1500人分別離開天津返美:8370。7月3日，中國立法院通過法案，決定將駐華美軍享有之特權延長至美軍完全撤出中國之日:8378。
1月4日，美國政府照會蘇聯政府，提出：大連應交由中國管理，恢復中國長春鐵路交通:8256。3月17日，美國國務院重申蘇聯應即將大連交還中國管理:8314。3月25日，蘇聯答覆美國照會，準備履行協定，將大連交還中國:8321。3月30日，蔣召見東北保安司令部參謀長趙家驤，指示接收旅順、大連事宜；並宴別即將離華之美國吉倫中將等人:8324。4月6日，為接收旅順、大連，中蘇雙方軍事聯絡小組在普蘭店舉行會談；中方代表為周璞上校等4人，蘇方代表為加里斯基少將等7人:8329。4月17日，中國外交部照會蘇聯大使要求接收旅順、大連:8336。5月31日，國民參政會決議請政府商洽美國借款，盡力收回旅順、大連，預防日本重建軍備:8364。8月14日，美國國務院宣布美國向蘇聯提出抗議，指責蘇聯一再延宕開放大連港口:8397。8月20日，張群內閣宣布，暫停開放大連，任何外輪駛往大連者，必須經中國政府同意，並不得從事中國沿海貿易:8399。
1月7日，蔣中正設晚宴餞別馬歇爾，再次邀請馬歇爾重返中國擔任特別顧問，答應賦予他所擁有之一切權力，共同為使中國成為中美兩國人民所想望之國家而努力:8259；馬歇爾特使奉命返國繼任國務卿:50。1月8日，馬歇爾離開中國返回美國，蔣中正夫婦至機場送行:8260。5月7日，美國國務卿馬歇爾稱中國政府改組已具備美國貨款條件:8350。11月28日，美國國務卿馬歇爾訓令美國駐華軍事顧問團團長巴大維向蔣介建議改組陸軍勤務機構:8462。
1月27日，中華民國經濟部派李銘等參加中美兩國商人會議，並即籌設中國商事協會:8273。2月5日，國防最高委員會通過出口結滙由政府補貼100%，進口貨物從價徵附加稅50%，自次日起實行；美國以此舉危害美國對華進出口利益為由，表示反對:8280。2月12日，聯合國救濟總署副署長傑克遜抵達青島視察:8285。2月15日，美國對華經援在考慮中:8287。2月18日，蔣中正及宋子文要求美國國務院同意聯合國救濟總署將所餘價值2.4億美元善後救濟物資中，調換價值2億元而可由黑市出售之物品，以便取得現款:8291。3月21日，美國總統杜魯門向參議院提出請求批准《中美友好通商航海條約》:8318。4月1日，美國國務院發言人發表談話稱：國務院不欲對進口銀行行使壓力，迫其以五億美元貸與中國:8325。4月22日，美國政府宣布：原允貸予中國之5億美元撤銷:8339。4月26日，國民參政會駐會委員會舉行會議，邀行政院善後救濟總署署長霍寶樹報告一年來善後救濟概況；報告稱：截至今日，聯合國救濟總署運抵中國物資逾180萬噸，尚餘七八十萬噸將陸續運來；運華物資美國部分約在八九月間可全部運到，英國及澳洲二部分則尚須明年始可運齊:8342。5月26日，新任聯合國救濟總署中國分署署長克利夫蘭到部視事，前任聯合國救濟總署分署署長艾格頓是日返回美國:8361。8月24日，聯合國善後救濟總署駐華辦事處處長克利夫蘭一行14人抵達北平視察:8400。
2月3日，美國民主黨眾議員曼斯菲爾德在眾議院向總統杜魯門提議，主張召開中、美、英、蘇四國會議，為中國內爭覓致和平解決辦法:8279-8280。2月22日，國民政府照會蘇聯、美國、英國、法國四國，聲明：「此次莫斯科四外長會議之議程，應限於德、奧和約之起草，如有變更，應得中國之同意。」美國、法國已覆文同意，英國亦口頭同意:8295。4月24日，蘇、美、英、法四國外長莫斯科會議閉幕，會議經45天激烈討論，對德和約、對奧和約及四強防德公約等，均未獲得協議:8341。7月26日，中國外交部照會美國政府，主張對日和會在上海舉行:8389。
2月11日，重慶學生抗議美軍暴行聯合會發動學生總罷課，抗議中國國民黨特務兩次襲擊學生宣傳隊之暴行；重慶各團體組成聯合後援會，聲援學生:8284。2月20日，蔣中正派赴東京盟軍總部聯繫代表王之少將會晤麥克阿瑟五星上將:8292。
3月24日，美國國務院公布美、英、蘇三強德黑蘭、雅爾達、波茨坦三項秘密協定全文:8320。4月22日，蔣中正接見抵華訪問之美國太平洋艦隊司令鄧斐爾上將:8338。
5月5日，美國駐軍調部物資處理團結束業務，翌日該團人員離開北平，將價值350萬美元之剩餘物資轉交中國政府:8349。
5月7日，中華民國外交部電令駐滬辦事處，就美國水兵饒德立克擊斃人力車夫臧大咬子案，繼續同美軍事法庭交涉:8350。7月1日，中華民國國防部成立美方剩餘物資接收委員會，主任委員由上海港口司令施北衡兼任，下設陸、海、空軍及聯合後勤四組:8378。
5月7日，國民政府改組後獲美國部分信用貸款:491。6月23日，中美租借法案債務談判在華盛頓舉行，談判內容為：租借債務之清理、戰時三國間財政債務、未整理之戰時剩餘物資移交問題及其他戰時財政帳目，債務總額計20億元:8374。7月22日，美國對外清算委員會中國及東亞辦事處宣稱：自1946年8月30日至1947年5月30日美國已供給中國之剩餘物資共約1.7億美元:8387。
6月27日，美國以價值約65.6658萬美元之1.3萬發子彈，售于中國國民黨方面，並允許簽發軍用品出口證；6月30日，中國共產黨發言人宣布：中國人民不予承認此項血腥交易:8375。7月15日，駐美物資供應委員會與美國航務委員會在華盛頓簽訂《售購戰時建造船舶合約》，美國將戰時建造之船舶159艘售給中國:8384。
7月9日，美國白宮宣佈派魏德邁為特別代表赴中國，「對中國目前及未來的政治、經濟、心理和軍事情況作一估計」，以幫助美國政府「考慮對復興計劃的援助」:8381。7月16日，美國總統杜魯門特使魏德邁將軍偕顧問5人啟程到中國:8384。7月22日，美國特使魏德邁及其率領之考察團到南京:493。8月29日，蔣介石主持國務會議，王世杰外長報告外交，就魏德邁之離華聲明作簡要説明；蔣強調中國應自力更生，勵精圖治，自立自勉:8403。12月15日，美國魏德邁將軍致函蔣，告以巴大維將出任駐華軍事顧問團團長:8470。
7月30日，國民政府就美國駐華大使司徒雷登詢問經濟改革方案中外國資本一節提出書面答覆，聲明歡迎美商向國營及民營工業投資；美國公司及私人公司對於中國各種工業，除鐵路、兵工廠及與國防有關之專營事業外均可投資:8391。

#### 1948年
1948年1月，美國第八十屆國會開會，總統杜魯門提出特別援華法案:53。中華民國技術代表團赴美，商洽美國援華計劃之具體事宜:53。2月，美國國會通過合併援外法案，援華總數4億6千3百萬美元:53-54。4月，中美成立雙邊協定:55。4月13日，杜魯門在寫給國會報告中稱：截至本年12月31日，美國對中國提供救援物資將有5萬長噸之小麥、4.3萬長噸之白米，另撥500萬美元在暹羅等地採購援華白米等:8570。4月20日，美國太平洋司令白吉爾、美國遠東艦隊司令葛里芬至南京訪問；白吉爾由美國駐華軍事顧問組長塞柏爾陪同謁見蔣:8578。6月29日，美國國務院照會中國駐美國大使館稱，軍事援助之1.25億美元即可提取:8629。7月1日，行政院美援運用委員會在南京成立，該委員會駐上辦事處同時成立沈熙瑞任秘書長；美國經濟援華團團長萊普漢亦由上海赴南京:8631。7月2日，蔣飛徐州指示作戰機宜，布置豫東黃泛區軍事計劃；美國軍事顧問團團長巴大維亦飛往視察:8632。7月3日，外交部長王世杰與美國駐華大使司徒雷登簽訂《中美關於經濟援助之協定》，規定：美國援華四億美元，其中經濟援助2.75億美元，特種贈給予1.25億美元；美國對於中華民國政府之財政經濟有最高監督權和決定權，在中國執行監督之美國人員均享有「治外法權」待遇；美國可以在中國取得它所需要之任何戰略物資；中華民國政府允改善對外商務關係，接待美國代表團並協助其執行任務；一切執行細節須中美雙方代表協議，美方保留隨時停止援助之權:8633。《中美關於經濟援助之協定》於南京簽定，分為中文及英文版本，其中最特別是美方代表司徒雷登以中文簽名。7月6日，美國駐華大使司徒雷登向美國國務卿報告，說在過去一個月裡，南京政府之威信和權力「低落到前所未有的程度」，鑒於蔣中正不能以其權力改善時局，「地方軍政長官被迫考慮區域諒解或組織區域政治結合以應付南京政府失敗或權力崩潰的局面。……現在尚不能預計什麼事件會使總統與任何可能的區域領袖間發生分裂」:8632。8月，中美雙方關於組織「中國農村復興聯合委員會協定」在南京簽字:55。8月13日，美國駐華大使司徒雷登偕美國西太平洋艦隊司令白吉爾，赴廬山與蔣秘密商談；美援運用委員會與美國經濟合作總署中國分署舉行聯席會議，討論美援物資棉、糧、油料之運用問題:8658。8月14日，萊普漢、俞鴻鈞在上海召集各小組會議，商討美援運用問題:8658。
10月，蔣中正接見美國記者，表示美國應重視中國局勢，無完整之東北，即無和平之東亞:56。11月2日，杜魯門當選連任下一屆總統，由於杜魯門不支持國共戰爭，11月28日，宋美齡前往美國遊說杜魯門，杜魯門冷漠以對。11月30日，中國政府與美國政府在南京互換《中美友好通商航海條約》批准書，宣稱該條約自即日起生效:8740。12月1日，美國《外交雜誌》載文稱：自第二次世界大戰開始以來，美國曾以35億美元援助中國，其中在戰勝日本以前，為14.69億美元；戰勝日本以後，達20.88億美元:8741。

#### 1949年
1949年1月7日，艾奇遜繼任美國國務卿:8771。1月26日，艾其遜發表聲明：美國對華政策不變:8792。1月27日，美國駐華軍事顧問團撤離中國:58。
2月3日，美國西太平洋艦隊司令白吉爾駐於青島聲門；美國西太平洋艦隊為保護美僑，仍留在西太平洋，「使整個中國沿海的美國人感到安全」；美國經濟合作總署停止對解放區之救濟工作；美國經濟合作總署中國分署長萊普漢、副署長葛里芬一行抵台灣考察經濟建設:8803。2月4日，美國軍事顧問團最後一批人員由團長巴大維、海軍組長奧爾特率領離華，抵達日本東京:8804。2月15日，美國眾議院51人為中國局勢問題致函總統杜魯門，宣稱中國局勢已使美國「感到嚴重威脅」；「共產黨在中國之勝利，將為吾人重大的及歷史性的失敗」，要求杜魯門指派一委員會研究中國問題:8818。2月28日，美國國務院向國家安全委員會提交《美國對華貿易政策報告》，主張在政治上不致力於推翻中共新政權，而是「通過允許恢復與中國的正常經濟關係，大大增強這種可以使莫斯科與中共政權產生嚴重分裂的力量」；認為這樣，可以在經濟上使美國私人企業在中國繼續做些生意:8831。
3月28日，美國眾議院外交委員會向國會提出報告並決定美國對華外交政策應採取之基本原則：一、繼續支持美國一向尊重中國領土主權完整之信條；二、希望中美兩國人民繼續正常之經濟文化交流關係；三、因經濟援華一事，於美國本身利益甚為重要，故應盡可能繼續下去:8854。4月4日，美國參眾兩院通過一項議案，決定將1948年4月3日所通過「援華法案」延期至1950年2月15日，以該法案撥款四億美元中尚未動用的5,400萬美元繼續援助中國政府:8864。6月18日，美國國務院內部，已有人主張承認中共，司徒雷登大使由南京到上海，且發表其即將回國，作承認中共之建議:215。

### 廣州政府時期（1949年4月－12月）
1949年4月30日，美國駐廣州領事館大使銜代辦克拉克到桂林與時任代總統李宗仁會談。克拉克表示只要李宗仁能繼續在華南、西南組織抵抗，美國就有可能在「未受共產黨控制的區域內，對堅持反共的力量提供援助」，並稱「美國政府今後不再援蔣」，希望李宗仁盡快赴廣州，「在廣州組織一個與蔣氏截然分開的政府，否則不易改變美國政府的態度」。並表示：「如果有一種第三勢力存在，美國必樂於出面援助。」示意李宗仁依靠「第三勢力」:8898。
美國陸續增派軍艦、飛機和海軍陸戰隊到青島助蔣內戰；4月30日，美國海軍陸戰隊400名由上海抵青島。5月5日、5月7日，美國軍艦5艘、重轟炸機4架先後增駐青島。5月14日，美國海軍陸戰隊1,500名由美國運抵青島:8914。
5月11日，駐美大使顧維鈞會見美國國務卿艾奇遜，除乞求援助外，並提請美國考慮參加類似《北大西洋公約》之太平洋公區域協定問題，用以表明美國對共產黨在亞洲進展與世界其他地區之進展同樣關切；美國贈送中國軍艦4艘，駛抵台灣:8910。
5月13日，美國國務卿艾奇遜致電駐華大使司徒雷登，要司徒雷登向英、法等國駐華大使強調：「給共產黨政權以事實上的承認將從政治上鼓勵共產黨，打擊國民黨」，「我們強烈反對任何大國匆匆忙忙給予中共以無論事實上還是法律上的承認。」:8911-89125月20日，美國西太平洋艦隊司令白吉爾令在上海美國海軍軍艦駛離黃浦江以外35哩處停泊；美國總統郵船公司宣布該公司輪船即日起停駛上海:8921。
8月5日，美國國務院發表《中美關係白皮書》（全稱《美國與中國的關係：特別著重一九四四年至一九四九年的階段》）:61。書中表示，中華民國在國共內戰的失敗，是國民政府本身的領導問題，與美國無關，美國在戰後中國情勢已盡力而為，最後失敗應由國民黨負起全責，是為「袖手旁觀」政策。白皮書稱1947年蔣佔領延安「是一個既浪費又空虛的、華而不實的勝利」:358國府對美國為辯護其對華靜觀政策所公布之《中美關係白皮書》發表鄭重聲明:61。美國停止對中華民國的軍事援助，嚴重打擊國民政府的戰鬥士氣。
9月8日，美國參議員麥卡錫、勃里奇、諾蘭、惠里聯合發表「對華白皮書備忘錄」:521-522。9月9日，前經濟合作署中國分署長賴普漢促美國給予中共政府事實承認，反對再予國民政府援助:522。9月7日，美、英、法3國外長會議，英、法支持美國放棄中國政策，並早日締結對日和約:522。9月13日，美國國務卿艾奇遜、英國外相貝文於華盛頓就遠東問題舉行會談:9009。9月14日，美國國務院答覆伊斯勃蘭公司，不允許派軍艦護送商船進入上海:9009。9月22日，美國經美國經濟合作總署中國分署台灣辦事處，簽署美援肥料6萬噸使用合同，價值約400多萬美元:9015。9月23日，美國總統杜魯門宣布蘇聯曾有原子爆炸；9月25日，蘇聯塔斯社宣布蘇聯早有原子武器:522。9月28日，美國眾議院通過《1949年共同防禦互助計劃》軍事援外:9018；美國經濟合作總署撥給中國12.5萬美元，向美國購買肥料，截至現在，對華撥款已達2.16828億美元:9019。10月，美國國務院發表聲明，繼續承認中華民國為中國唯一合法政府:61。
1949年，國共內戰進入末期階段，同年12月，美國將駐臺北領事館升格為駐臺北總領事館。

## 中華民國臺灣時期至兩國斷交前（1949年－1979年）

### 1950年代

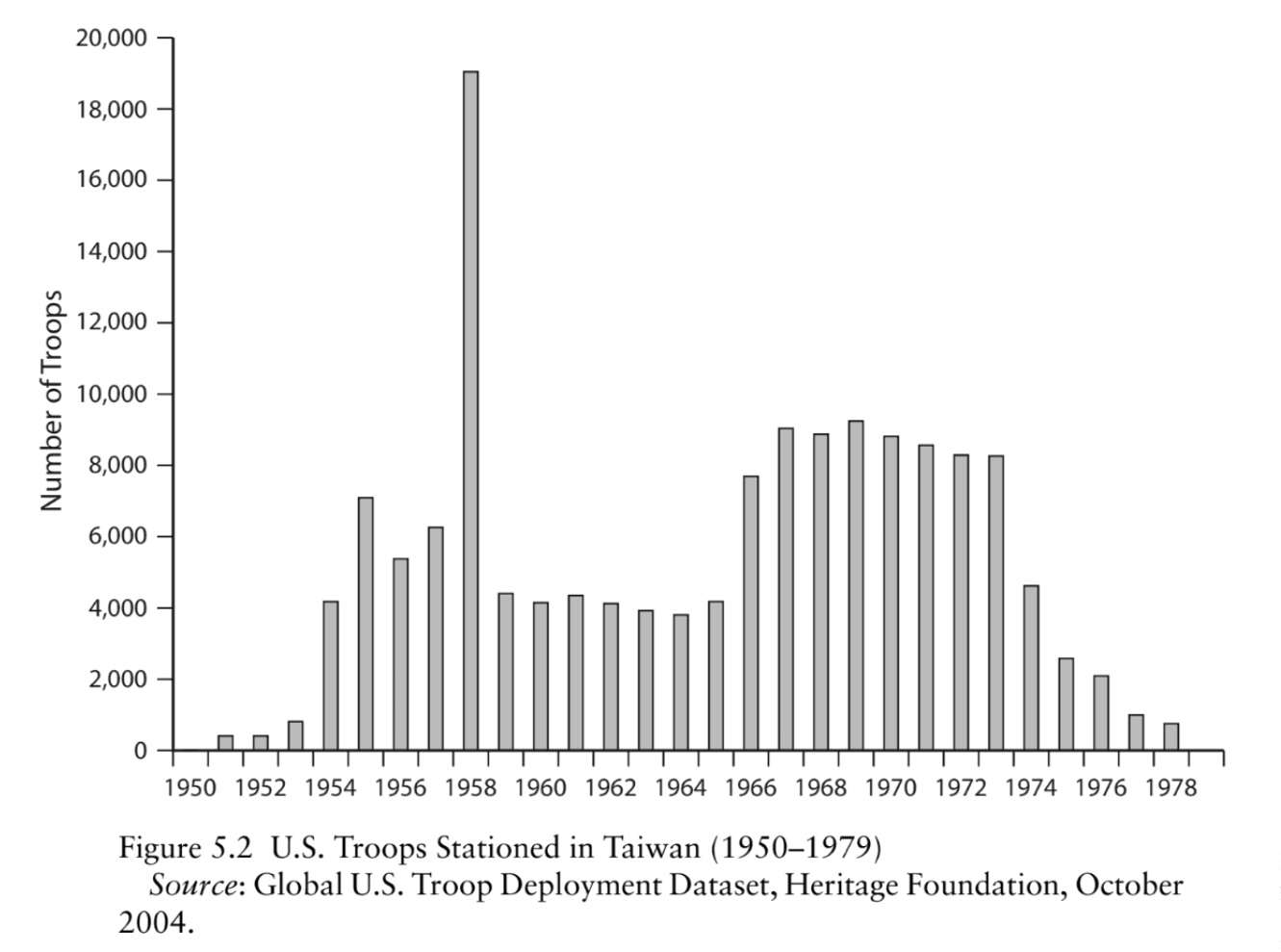
駐台美軍人數（1950年－1979年）

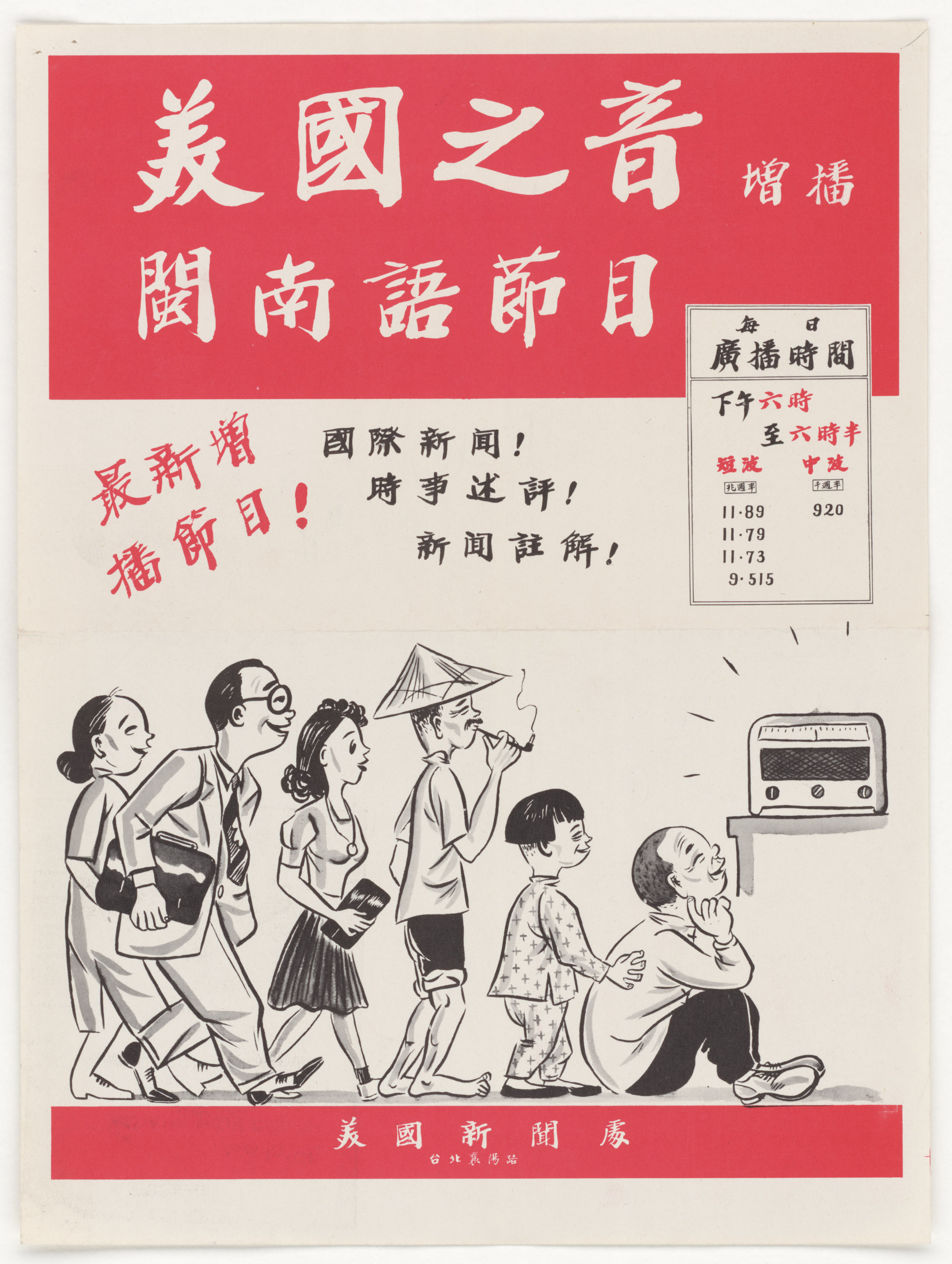
1951年台北美國新聞處製作的美國之音（VOA）閩南語節目開播海報。

1950年1月5日，美國總統杜魯門聲明繼續經濟援助台灣:63，「不介入台灣海峽爭端」。2月10日，美國國務院正式聲明：美國政府承認中華民國政府為中國的政府；美國國務院反對在臺灣實行公民投票，以決定臺灣是否繼續為中國一個省，或交付託管，或成為一獨立國。3月15日，美國參議院及眾議院外交委員會，通過5,000萬美元援華案:309。5月23日，臺灣、美國航線正式開航:531。6月25日，韓戰爆發:65。6月27日，美國總統杜魯門聲明：「臺灣未來的地位必須等到太平洋地區恢復安全，對日本的和平條約訂立，或經聯合國審議後，才能決定。」杜魯門宣佈第七艦隊協防臺灣:65。美國政府決定把台灣納入西太平洋防禦體系。6月29日，美國國務卿艾奇遜在記者招待會稱：「美艦隊防護臺灣，不涉及臺灣地位。」:5317月，美國第七艦隊司令史樞波謁見蔣中正，商談加強中美聯繫事宜:65。8月，援韓聯軍統帥麥克阿瑟訪臺，蔣中正兩度接見會談，並分別發表聲明，蔣發表談話謂與麥帥會談已奠定中美共同保衛臺灣與軍事合作之基礎:65。9月，美國頒布「禁運戰略物資資匪辦法」:66。11月30日，美國在聯合國安全理事會上否決中共代表伍修權等提出之「美國侵略台灣案」。
1951年2月，美國國務院顧問杜勒斯於東京拜訪臺駐日代表團何世禮團長，交換《對日和約》意見:67。中美以換文方式成立《聯防互助協定》:67。5月1日，軍事援助顧問團正式成立，5月2日在臺北開始辦公:326。6月2日，美國國務院1950年有關臺灣前途文件，參議院調查通過發表:327。7月，蔣中正接見抵臺訪問之美國紐約州長杜威，並作會談:68。
1953年2月，美國總統艾森豪咨詢美國國會，決定解除臺灣海峽中立化，下令第七艦隊廢除臺灣海峽從事「中立巡邏」:72。2月27日，美國宣布任命駐華臨時代办蓝钦為第36任駐中华民国大使（前駐華大使司徒雷登於1949年8月2日離任後，藍欽於1950年7月起擔任臨時代辦）。同年，美國駐華大使館改駐臺北，由原駐臺北總領事館升格。大使館另設在北門附近，原總領事館則改為海軍武官處，之後再用做大使官邸直至兩國斷交。
1954年9月9日，美國國務卿杜勒斯來臺與蔣中正會談。
1955年1月29日，美國國會通過《臺灣決議案》（Formosa Resolution of 1955），授權美國總統可使用武力保衛臺灣安全。3月16日，美國總統艾森豪發表談話，一旦中共在金門、馬祖擴大戰爭，美國將動用原子武器:594。4月3日，美國陸軍部長史蒂文茲扺臺，4月5日離臺返美:594。4月4日，美國第十六軍刀機截擊隊自琉球調防臺灣:594。4月24日，雷福德與助理國務卿勞勃森奉命抵臺，4月27日離臺返美:595。4月26日，蒲賴德宣布「美國臺灣聯絡中心」正式成立:595。
1957年3月20日，陽明山革命實踐研究院男職員劉自然在駐台美軍上士雷諾的住宅門前遭雷諾連開兩槍斃命，但在兩個月後，負責審理此案的美國軍事法庭卻以「殺人罪嫌證據不足」為由宣判雷諾無罪釋放，引發台灣民眾反美衝突，史稱「劉自然事件」。1958年8月，「八二三砲戰」爆發後，美國總統艾森豪派國務卿杜勒斯來臺與總統蔣中正發表《共同聲明》，並提供8吋砲武器，讓國軍有效反擊解放軍侵略，進一步穩定戰後情勢。1959年10月，美國國務次卿狄倫訪台。同年台北美國新聞處遷入原臺灣教育會館，此前美國新聞處位於台北市中山堂附近，因劉自然事件遭搗毀，而美國新聞處是1960年代台灣獲知歐美消息的重要管道，在美國與中華民國斷交後改為非官方性質的美國文化中心（原臺灣教育會館）。

### 1960年代

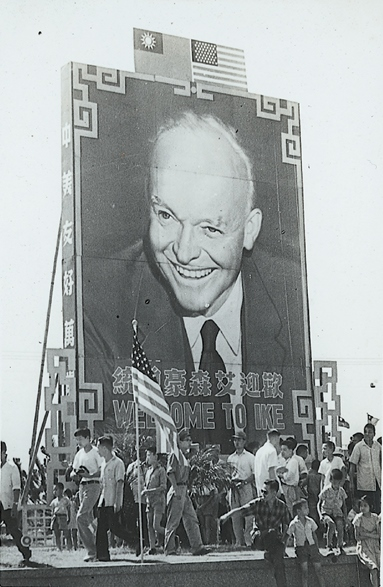
美國總統艾森豪訪問臺灣時的大型歡迎海報看板

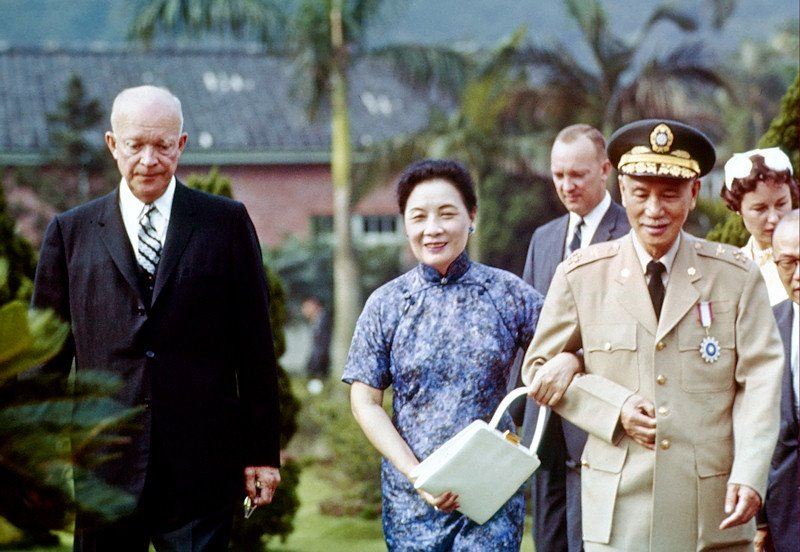
1960年6月18日，美國總統艾森豪威爾（左）訪問台北，與中華民國總統蔣中正（右）、宋美齡（中）合影。圖後為美國駐華大使莊萊德。

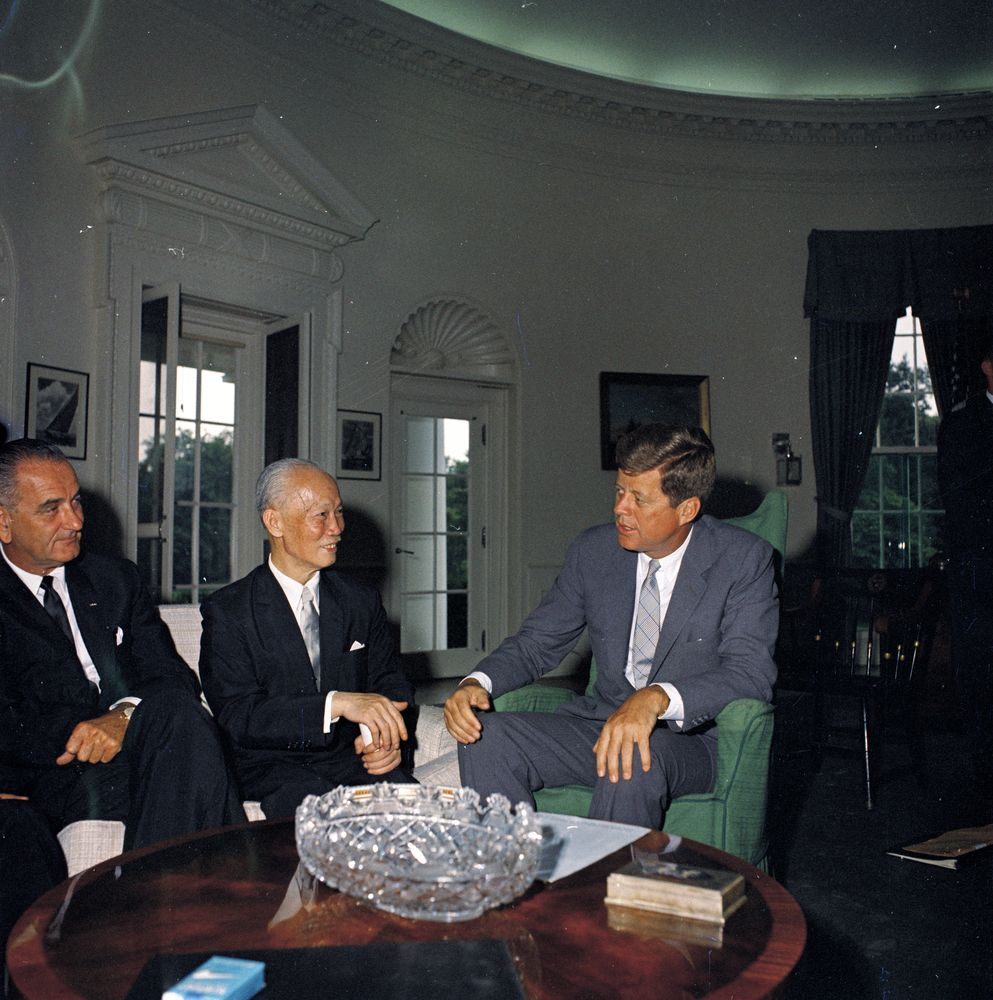
1961年7月31日，美國總統甘迺迪（右）與美國副總統詹森（左）在華盛頓白宮會見中華民國副總統兼行政院長陳誠（中）。

1960年6月18日，美國總統艾森豪訪問台北，並在總統府前廣場對50萬群眾發表演說，是唯一於任內訪問中華民國的美國總統。
1961年3月13日，美國贈與掃雷艦10艘，運抵高雄港:667。4月2日，美國總統甘迺迪聲明，反對中共入聯合國，並繼續履行對中華民國政府和人民的承諾:667。
1961年4月3日，美援運用委員會洽請美開發基金將美金貸款改按臺幣計息，由臺灣銀行承擔保證責任:667。7月，中華民國副總統兼行政院長陳誠訪問美國，與美國總統甘迺迪和副總統詹森會晤。
1962年3月14日，美國國務院主管遠東事務助理國務卿哈里曼訪臺，勸阻蔣中正反攻大陸，3月15日離臺:678。
1963年1月24日，中華民國、美國雙方就增購美國農產品事成立協議，並正式換文:688。8月13日，美國駐華美援公署署長白慎士（Howard L. Parsons）表示：美國援華貸款自下年度起縮減，並在1965年停止:692。11月16日，美國軍事經濟援華考察團抵華訪問，研究臺灣需要美援實況:694。11月22日，美國總統甘迺迪遇刺身亡；11月26日，新任美國總統詹森致電蔣中正，保證美國與中華民國關係不變:695。12月13日，美國助理國務卿何斯曼（Roger Halisman）闡釋外交政策，表示尊重與中華民國之友誼，但對中共政權將保持「門戶開放」政策:695。
1964年5月，美國國務院宣布對華經援將於1965年中期停止，軍援及農產品法仍將繼續:107。
1965年8月31日，《美軍在華地位協定》於臺北簽定，規範駐臺美軍司法適用管轄範圍，9月國防部長蔣經國訪問美國，晉見美國總統詹森討論世局，並與美國國防部長麥克納馬拉發表聯合聲明，決依共同防禦條約密切合作:110。蔣經國三度訪美，參觀中央情報局，向旅美僑胞發表反共講話，駁斥所謂李宗仁歸大陸離間中美關係之謊言，在美活動近兩月:521。
1966年1月1日：美國副總統韓福瑞抵臺訪問。1967年5月6日到5月26日，中華民國副總統嚴家淦與夫人訪問美國，和總統詹森會晤。隨行人員包括：中華民國經濟部長李國鼎、外交部政務次長沈錡暨夫人、行政院國際經濟合作發展委員會祕書長陶聲洋等。並前往阿靈頓國家公墓獻花致意、謁甘迺迪之墓。之後亦參訪派屈克空軍基地、甘迺迪太空中心、紐約聯合國大廈等地。1969年嚴再前往美國，代表中華民國出席艾森豪的喪禮。

### 1970年代

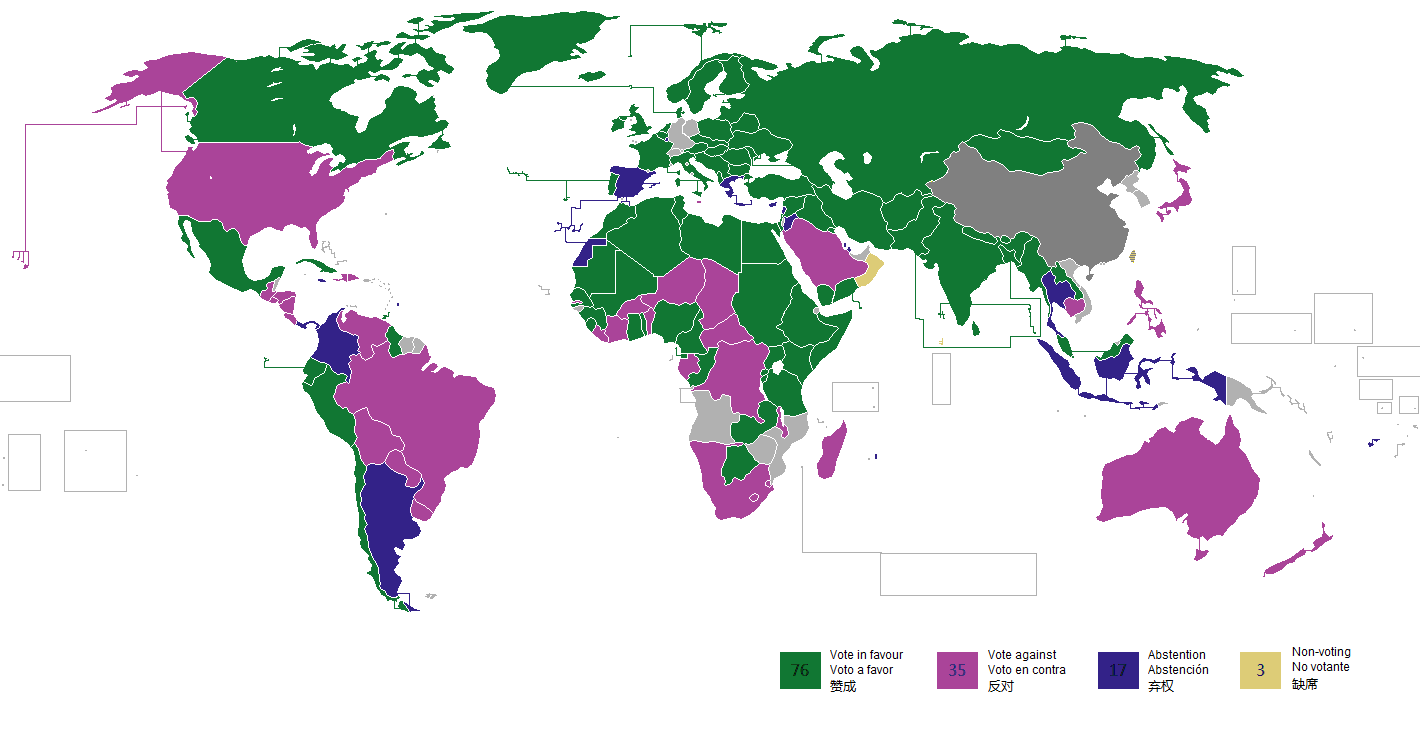
紫色國家表示在1971年的投票中支持中華民國續留聯合國，即《聯合國大會2758號決議》，其中包括美國，也是唯一支持中華民國的安全理事會常任理事國

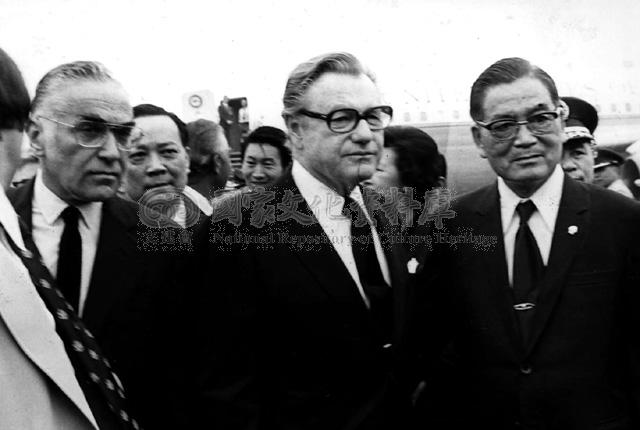
1975年4月15日，美國副總統洛克斐勒（中）以特使身份率團抵達臺北，參加故總統蔣中正喪禮。

1970年4月18日，蔣經國再度赴美做為期十天的訪問。在蔣經國訪美之前，台灣獨立建國聯盟主席蔡同榮致函美國總統尼克森，要求其停止對「蔣家政權」的援助。蔣經國抵達洛杉磯時，臺灣獨立建國聯盟即揭開反對蔣經國訪美的示威遊行。4月20日，蔣經國到達華盛頓郊外的安德魯斯空軍基地時，60位臺灣獨立建國聯盟成員即手持「我們就是臺灣」及「臺灣要自決與自由」標語，並高喊口號。4月24日，更發生試圖槍殺蔣經國未遂的四二四刺蔣案。
1971年5月22日，韓國、菲律賓、泰國、美國、越南、中華民國簽署建立《亞洲蔬菜研究發展中心協議備忘錄》。
中華人民共和國與蘇聯的一系列邊境衝突，造成雙方關係嚴重惡化，1971年7月9日，美國國家安全顧問季辛吉密訪中華人民共和國，與其關係開始出現變化。9月，參謀總長賴名湯訪問美國。
1971年10月25日，在聯合國大會上對中國代表權問題進行表決時，美國支持中華民國續留聯合國（即《聯合國大會2758號決議》），是唯一反對此議案的安全理事會常任理事國，但最後沒能挽回局勢。當時的美國駐聯合國代表是後來擔任總統的老布希。26日，美國加州州長雷根致電美國總統尼克森，痛批支持中華人民共和國取代中華民國的非洲國家，說道「我告訴你，昨晚在電視裡看到的那件事。看到那些來自非洲國家的猴子，該死的，他們穿著鞋子還是讓人不舒服。」尼克森聽完後大笑。
1972年2月21日，美國總統尼克森訪問中華人民共和國，並簽署《上海公報》，雙方關係暖化浮上檯面，與中華民國關係動搖之勢已經顯現。前1日，蔣中正批評道「所以今天國際間任何與惡勢力謀求政治權力均衡的姑息舉動，絕不會有助於世界和平，而適以延長我七億人民的苦難，增大全世界的災禍」。
1975年4月5日，中華民國總統蔣中正逝世後，美國總統福特起初只派農業部長巴茨抵台弔唁，引起中華民國政府不滿，後來福特又派副總統洛克斐勒抵台參加喪禮。白宮也發表聲明，稱讚「蔣中正是一個具有堅定正直品質、巨大的勇氣和深切的政治信念的偉人，是第二次世界大戰中重要盟國領導人，他的逝世標誌著中國歷史上一個偉大時代的結束。」

## 兩國斷交後的雙邊關係（1979年—至今）

### 蔣經國政府時期（1978年5月20日－1988年1月13日）
1978年12月15日，美國與中華人民共和國簽署《中美建交公報》。12月16日，美國總統卡特宣布，自1979年1月1日起承認中華人民共和國:449-450。《中美協防條約》（即《中美共同防禦條約》）亦於1979年12月31日終止:450。同日，時任總統蔣經國就美中建交發表聲明，指出美國背信毁約；強調絕不與中國共產黨談判:450。12月17日，美國副國務卿克里斯托弗率團抵台磋商台美未來關係，座車在臺北市街上遭到群眾以雞蛋攻擊。；並有一名計程車司機在外交部前引火自焚以示抗議:450。
1979年1月1日，美國與中華民國斷絕外交關係，末任大使安克志在19日離任。2月28日，關閉大使館。駐台美軍亦於3月1日撤出；4月26日，美國留駐台灣的150多名軍人，「包括軍事援助顧問團全部撤離台灣」:416。
1979年，美國國會以近乎全票通過《臺灣關係法》，為美國國內法，美國政府應給予「臺灣統治當局」（英文：Taiwan Authorities，在1979年1月1日前美國承認其為中華民國）與其他主權國家（foreign countries, nations, states, governments, or similar entities）同等待遇。4月10日，美國總統卡特簽署《台灣關係法》，仍然保持外交之實質關係:450。台美互設機構之間特權、免稅以及豁免協定，雙方亦於10月2日在美國華盛頓正式簽署:450。
| 一 | 維持及促進美國人民與臺灣之人民間廣泛、密切及友好的商務、文化及其他各種關係；並且維持及促進美國人民與中國大陸人民及其他西太平洋地區人民間的同種關係。 |
| 二 | 表明西太平洋地區的和平及安定符合美國的政治、安全及經濟利益，而且是國際關切的事務。                                                                   |
| 三 | 表明美國決定和中華人民共和國建立外交關係之舉，是基於臺灣的前途將以和平方式決定這一期望。                                                             |
| 四 | 任何企圖以非和平方式來決定臺灣的前途之舉——包括使用經濟制裁及禁運手段在內，將被視為對西太平洋地區和平及安定的威脅，而為美國所嚴重關切。               |
| 五 | 提供防禦性武器給臺灣人民。 |
| 六 | 維持美國的能力，以抵抗任何訴諸武力、或使用其他方式高壓手段，而危及臺灣人民安全及社會經濟制度的行動。                                                 |

《外交官》雜誌分析，為了阻礙中華人民共和國擴張，美國支持運作台灣「事實獨立」（事實上的主權國家），一如麥克阿瑟所喻，台灣是「不沉的航空母艦」。
美國國務院每年出版的《有效條約彙編》（Treaties in Force）中皆表示：「美國不承認『中華民國』是國家或政府。」（The United States does not recognize the "Republic of China" as a state or government.）
美國在臺協會於1979年1月1日美國政府改變對中華民國政府的外交承認後不久成立。美國國務院提供大部份經費及運作指導，美國國會擔任監督角色。設有華盛頓總部（AIT/Washington）、台北辦事處（AIT/Taipei），職員超過450人，提供商業、農產品、旅遊服務、文化交流、華語學校、貿易中心、圖書館等功能，並設有高雄分處（AIT/Kaohsiung）。3月1日，中華民國成立北美事務協調委員會:450。1994年10月10日，北美事務協調委員會駐美國辦事處更名為駐美國台北經濟文化代表處。
雙橡園於1937年至1978年間為中華民國駐美國大使的官邸及財產。在美國與中華人民共和國建交前夕轉賣給民間團體自由中國之友協會。1979年4月通過《台灣關係法》，根據該法條，美國承認中華人民共和國之舉，不應影響臺灣統治當局（即中華民國政府）在1978年12月31日之前或之後取得或特有的有體財產或無體財產的所有權。1986年2月5日，美國內政部列為古蹟。
1980年代，以美國總統雷根為首的美國政府默許及支持臺灣黨外運動，但同時支持蔣經國政府。
1982年7月14日，在《八一七公報》簽署前夕，雷根派遣時任美國在台協會台北辦事處長的李潔明以口頭宣讀方式向台灣提出「沒有終止對台軍售的時間表、不會修改《台灣關係法》、美國不與北京事先諮商對台軍售、美國不擔任兩岸談判的調解人、不會改變對台灣主權的一貫立場，兩岸應和平解決此問題，美國也不會強迫台灣與中國對談、美國不會承認中國對台灣主權的主張」的「六項保證」。同時，雷根亦提出針對《八一七公報》的內部備忘錄，內文指美國同意減少對台軍售的意願全然以中國持續其和平解決台灣與中華人民共和國分歧的承諾為先決條件，美國對台提供武器之性能與數量完全視中華人民共和國所構成之威脅而定。
1984年10月15日，華裔美籍作家劉宜良（筆名「江南」）在美國加州戴利市家門前遭到中華民國國防部情報局訓練並派遣的 台灣黑道首領陳啟禮等三員伏擊刺殺身亡，史稱「江南案」，之後中華民國和美國關係緊張，中華民國方面承認江南案為該國情報局官員主使，但強調乃情報局官員獨斷專行所致，並逮捕情報局長汪希苓、副局長胡儀敏、第三處副處長陳虎門等。
1985年8月20日，美國聯邦參議院多數黨領袖杜爾、1986年8月20日，聯邦參議院外交委員會主席魯加、1987年12月28日，聯邦參議院財政委員會主席班森相繼抵台訪問。
1987年2月8日，美國肯塔基州長柯玲絲、9月28日，科羅拉多州長羅墨、9月29日，馬里蘭州長謝佛、10月7日，維吉尼亞州長巴里芮斯、10月8日，亞利桑納州長梅肯與阿拉巴馬州長韓特、10月9日，內華達州長白萊恩與田納西州長麥惠特、10月18日，俄勒岡州長高思密、10月28日，西維吉尼亞州長莫爾相繼抵台訪問。
1987年6月，三七事件被國際媒體報導揭發與首屆國會反對黨黨團吳淑珍、張俊雄、康寧祥等委員聯合質詢而曝光，但中華民國政府堅決否認發生屠殺事件；17日，美國眾議院通過《臺灣民主決議案》(H.R.1777)：呼籲國民政府終止戒嚴令、取消黨禁、加速實現民主政治，包含保障言論和集會的自由，為實現具代表性政府而應全面改選中央民意；12月，美國參議院通過相同決議案。直至1988年初發生張憲義案，中華民國違反承諾，再度秘密發展核武的計畫終告曝光；4月，一名駐美專員因追踪張憲義小孩入學至住家並連絡記者訪視、侵犯美國政府的證人保護計畫而被驅逐返台。

### 李登輝政府時期（1988年1月13日－2000年5月20日）
1988年5月28日，美國蒙大拿州長史文登、6月29日，阿拉斯加州長柯柏、9月9日，路易斯安納州長羅莫、9月19日，紐澤西州長堅恩、9月21日，愛荷華州長布蘭斯泰、11月17日，威斯康辛州長湯普森、11月30日，愛達荷州長安卓斯、12月16日，密蘇里州長艾席克樂福相繼抵台訪問。
1989年10月17日，美國加州舊金山灣區發生強烈地震後，中華民國總統李登輝致電美國總統老布希表示慰問，並撥款50萬美元協助賑災救難工作。
1990年5月，美國前內政部長柯勒比、前國防部長卡魯奇、前司法部長米西抵台訪問，並參加中華民國第八任總統、副總統就職典禮。8月19日，馬里蘭州長謝佛抵台訪問。
劉宜良命案（江南案）受刑人董桂森於1991年2月21日在美國賓州路易斯堡聯邦監獄因故被刺，於4月3日傷重死亡。6月1日，美國蒙大拿州長史蒂芬、6月19日，新墨西哥州長、6月29日，維吉尼亞州長魏爾得、7月24日，夏威夷州長魏希相繼抵台訪問；6月19日，中華民國外交部長錢復應邀赴美國科羅拉多州參加由美國企業研究院（AEI）主辦的「世界論壇」後，轉往加州洛杉磯，於25日會見美國前總統雷根，並代表政府及人民捐贈200萬美元予即將落成的「雷根總統圖書館暨公共事務中心」。11月19日，錢復再往美國麻州波士頓及夏威夷州訪問。
1992年9月14日，老布希宣布批准軍售150架F-16 A/B型戰鬥機予中華民國空軍，總價60億美元。12月，美國聯邦貿易代表希爾斯訪台。
1993年，中華民國外交部長錢復訪問芝加哥、夏威夷州。11月16日，美國前總統老布希搭乘專機抵達中正國際機場，總統李登輝夫婦、外交部次長、外交部北美司長、美國在台協會處長、美國國防部前助理部長均前往接機。其後，除拜會總統李登輝外，老布希也在臺北發表演說。11月19日，總統李登輝指派經濟建設委員會主任委員蕭萬長參加於美國西雅圖舉行的首屆亞太經濟合作會議領導人非正式會議。據中華民國外交部的說法，此前中華民國（後簡稱我國）與美國展開密集諮商，美國期望我國參加，並多次表示會議將討論重要的區域性及全球性問題，我國的加入將使會議更形堅實強大，但另一方面，美國身為主辦方，期望我國瞭解會議的經濟性質、台美無正式邦交以及其他各會員均與我國無正式邦交之特殊狀況，尋求妥善的解決方式，在歷經一個多月的折衝交涉後，美國總統柯林頓於9月21日正式致函邀請總統李登輝前往，但我國則基於考量決定指派經建會主委蕭萬長代表參加，往後的年度領導人非正式會議皆援引此例。
1994年5月，總統李登輝前往尼加拉瓜，並參加哥斯大黎加的總統就職典禮，途中過境美國夏威夷，由於這是中華民國元首首次過境美國，美國擔心中華人民共和國的壓力，於是禁止李登輝入境美國國土、只允許在夏威夷軍用機場過境加油、不允許在當地過夜。當時李登輝拒絕下機，並穿著拖鞋與睡衣接見美國在台協會理事主席白樂崎，等飛機加滿油後就起飛。李登輝還反諷自己最好不要離機門太近，不然不小心就會跌到美國領土。白樂崎表示「這次他明顯『很不高興』，我還記得他氣到痛飆：『太過份了！』」事後，美國國會兩黨議員認為美國屈從於中華人民共和國的威脅，做出失禮的行為，有損美國顏面。9月，美國政府完成對台政策檢討，包括同意台灣駐美機構更名、允許美國適當層級官員訪台、略為放寬雙方交往範圍，及有限度支持台灣參與國際組織等。10月10日，由中華民國外交部掌管、設立於美國之代表機構更名為駐美國台北經濟文化代表處。12月，美國運輸部長潘尼亞訪台。
1995年5月，美國修正對台政策檢討，同意台灣高層首長偶可以私人身分訪美。6月，總統李登輝以「私人」身份訪問美國，是首位訪問美國的中華民國元首。李登輝於母校康乃爾大學歐林講座發表題為《民之所欲，長在我心》的演講，美國國會議員和康大校方都稱呼他是台灣總統。8月，美國國務卿克里斯多福與中華人民共和國外交部長錢其琛於汶萊會談，會後向中華民國外交部與駐美代表處簡報「美方並未與中共討論第四公報，柯林頓總統致江澤民函雖再度確認美國遵守一個中國政策，惟美國絕未明示或暗示同意『台灣是中共一省』之說法，美國重申將根據《台灣關係法》繼續加強與我國賓質關係，並盼海峽兩岸以和平方式解決雙方問題。美國並未同意中共要求不再允許李總統訪美。美方於會談中曾對中共最近在台海附近試射飛彈表示關切。」
1996年，中華民國舉行公民直選總統前夕，3月8日，中華人民共和國發射地對地M9型飛彈，分別落在高雄西南約44公里和基隆東邊解放軍設定的目標海域，引發台灣海峽飛彈危機。美國認為中華人民共和國的行動違反了1972年簽定的《上海公報》等3項關於和平解決台灣問題的協議。美國總統柯林頓派遣以日本橫須賀為母港的第7艦隊的「獨立號」戰鬥群前往台灣海峽，另在印度洋待命的尼米茲號航空母艦也率8艘艦艇駛向台海。9月與12月，美國財政部次長桑默斯、小型企業署長雷德分別先後訪台。
1997年1月23日，美國加州州長威爾遜、3月5日，俄亥俄州長沃諾維奇、4月2日，聯邦眾議院議長、4月10日，加州舊金山市長布朗、4月20日，波多黎各自由邦總督羅塞友、5月22日，夏威夷州長柯耶塔諾與美屬維京群島總督史耐德、9月6日，俄勒岡州長基茨哈伯、10月1日，佛羅里達州長奇利斯、10月12日，維吉尼亞州長艾倫相繼抵台訪問。11月，聯邦眾議院通過《美國－台灣反飛彈防衛合作法案》。
1997年9月25日，台北美國商會在華盛頓發表《台灣白皮书》，批評中華民國政府對中國大陸的「戒急用忍」政策。
1998年1月9日，美國聯邦眾議院程序委員會主席索羅門、1月18日，佛羅里達州眾議院議長米爾斯、3月5日，加州洛杉磯市長雷登、7月26日，華盛頓州長駱家輝、9月9日，德拉瓦州長卡波、10月，西維吉尼亞州長安德伍、11月9日，能源部長李察遜、12月6日，田納西州長桑奎斯特相繼抵台訪問；3月6日，中華民國外交部政務次長李大維、5月5日，副總統連戰（過境）、6月1日，國民大會議長錢復、8月10日，總統府秘書長黃昆輝（過境）相繼前往美國。
1998年6月30日，美國總統柯林頓赴中華人民共和國訪問，並在上海圖書館與當地各界人士座談時發表美國對台政策，其內容為：「我們不支持台灣獨立、兩個中國或一中一臺、我們不認為台灣可以成為任何以國家為資格限制的組織之會員。」座談會結束後，在場的美國國務院高級官員表示柯林頓只是重申長久以來的中國政策，並說這個場合是「非正式的」，宣布的方式是「低調的、低姿態的」。中華民國政府向美國表達嚴正立場，並具體要求美方：「1.確實履行《台灣關係法》、「六項保證」及「對華政策檢討」三文件；2.於兩岸互動中，永保公正、均衡之立場，並相應提昇與我關係；3.對我務實外交採取不干預、不阻礙之立場；若未能支持，至少表示同情與善意；4.對華政策未改變乙節，協助向我友邦澄清。」美國對此要求表示瞭解並有具體回應。
1999年3月29日，在其任內與中華民國斷交的美國前總統卡特抵台訪問，當晚副總統連戰夫婦在台北凱悅大飯店宴請卡特夫婦。卡特於訪台期間的演講中表示，他依然認為當初與台灣斷交是必要之事、沒有做錯，更無須對此道歉。7月3日，堪薩斯州副州長薛爾、7月16日，財政部次長蓋特納、7月25日，科羅拉多州副州長羅傑斯、9月19日，愛達荷州長柯偉德與愛荷華州長維爾薩克、10月26日，奧克拉荷馬州長基亭、11月8日，緬因州長相繼抵台訪問。
1999年9月21日，台灣中部發生大地震，美國總統柯林頓在地震當天透過白宮新聞室發表聲明，對台灣大地震造成的傷亡表示哀悼說：「我們懸念遭到損失和可能仍需要協助的所有人士」，也直接與台灣政府連繫，以確定可能需要美國提供何種援助。在聯邦國際開發署（U.S. Agency for International Development, USAID）與所屬國際災難救援辦公室（Office of Foreign Disaster Assistance, OFDA）等單位的先遣人員（包括坑陷、安全和後勤方面的專家）前往台灣後，德拉瓦州救難團共計八十五人（含三輛救難專車、先進的電子搜索器材、卅噸的藥品等物資及四隻受過專業訓練的救難犬）搭乘兩架美國空軍C-5B銀河式運輸機於二十二日抵達台中清泉崗基地，是國際救援隊中最先抵達台灣者。維吉尼亞州費爾法克斯郡消防救難局與佛羅里達州邁阿密—達德郡的七十名救難專家也飛往台灣參加救難工作。來自美國維吉尼亞州費爾法克斯郡的緊急救難隊成員包括工程師、護士、救難專家與消防專業人士，設備齊全，機動性強，他們於9月22日下午四點抵達雲林縣消防局，聽取簡報後馬上趕抵斗六市中山國寶大樓與觀邸大樓兩棟倒塌大樓現場進行搜救。奧勒岡州各界與震災相關單位（包括政府與民間團體的工程師、技術專家，及私人營造單位）則組成兩支志願隊伍：一支為協助台灣做長期性的永續經營土地使用規劃，另一支為受震災影響房屋提供審查與檢定的技術支援小組。經由俄州在台辦事處的聯絡與亟需技術支援的單位取得聯繫，為台灣提供救災援助。高雄市的結盟姊妹市波特蘭市亦展開募款，將募得款項交由高雄市轉予受災單位。美國陸軍工程兵團（United States Army Corps of Engineers）則在美國在台協會安排下派遣水壩工程專家勘察嚴重受損的石岡壩，研究修復方案。美國在台協會台北辦事處處長薄瑞光代表美國捐款二萬五千美元，由台灣紅十字會代表接收，美國另捐有一千五百個裝屍袋等物資。此外，旅美台灣僑胞與民間團體亦踴躍捐輸。9月28日，美國前總統老布希第三子尼爾·布希（Neil Bush）抵台，代表美國愛心基金會捐贈1.6噸的醫療用品給中华民國政府。
2000年2月24日，美國總統柯林頓在商業協會演講表示「兩岸問題的解決必須獲得台灣人民同意」。

### 陳水扁政府時期（2000年5月20日－2008年5月20日）
2000年5月20日，中華民國總統當選人陳水扁、副總統當選人呂秀蓮宣誓就職，美國慶賀團團長為前經濟顧問委員會主席、加州大學柏克萊分校哈斯商學院長泰森女士。5月21日，美國紐澤西州長惠特曼、6月14日，運輸部長史雷特、8月26日，北卡羅萊納州長杭特、9月28日，北達科他州長謝弗、11月19日，內布拉斯加州長約翰斯相繼抵台訪問。
2001年起，中華民國總統陳水扁實現「過境外交」，即訪問中南美洲的邦交國前後過境美國進行訪問。2001年5月，陳水扁訪問中南美洲五國，在過境紐約時，獲得美國高規格禮遇，創下中華民國外交史的先例。除在華爾道夫酒店會見聯邦參議院多數黨領袖等多位國會議員和僑界人士、參觀大都會藝術博物館，並接受紐約市長朱利安尼贈送市鑰。
2001年2月12日，美國北馬利安納群島總督田諾瑞、7月14日，科羅拉多州眾議院議長狄恩、8月6日，聯邦參議院外交委員會主席拜登與銀行委員會主席薩辨思、8月22日，聯邦眾議院外交委員會主席海德、9月25日，奧勒岡州長基茨哈伯相繼抵台訪問；6月24日，中華民國外交部長田弘茂、9月，行政院張俊雄（過境）與外交部長田弘茂相繼前往美國。
2001年9月11日，美國紐約等地發生恐怖攻擊事件，中華民國政府為致哀罹難者，宣布自15日起全國機關降半旗2日。11月3日，監察院長錢復代表政府前往紐約與華盛頓向美國朝野與罹難者家屬表達人道關懷之意。
2001年12月19日，美國聯邦眾議院通過支持臺灣以观察员身份參與世界卫生大会（WHA）的第二七三九號法案。2002年3月19日，聯邦參議院無異議通過眾議院的第二七三九號法案。4月4日，美國總統小布希簽署法案。
2002年5月25日，臺灣中華航空發生空難，美國總統小布希31日透過管道表示，他代表所有美國人民向陳總統與台灣人民為空難造成的生命損失表達最深沉的哀悼。
2002年6月10日，美國國務卿鮑爾於紐約「亞洲協會」演講中表示，美國對台灣的立場十分清楚且不會改變，美國將遵守其「一个中国」政策，並堅持以和平方式解決兩岸問題。和平解決是《美中三個聯合公報》的基礎，且美國對於其在《臺灣關係法》下的責任「非常非常認真」。另指出中國對臺灣部署飛彈，徒增兩岸緊張與猜疑，並將影響與鄰邦及與美國的關係，強調武力不能解決兩岸歧異。
2002年9月12日，美國最高法院大法官史格里亞抵台訪問；9月19日，中華民國總統夫人吳淑珍訪問美國紐約、華盛頓與洛杉磯，但在华盛顿杜勒斯国际机场搭機前往洛杉磯時，受到機場安全人員的檢查，由於不符合美國先前承諾的禮遇，中華民國政府表達嚴重關切與不滿。美國獲悉此事後，透過管道表達歉意與遺憾，並說明機場安檢作業是委由民間公司承包，絕非美國政府的本意，運輸部也已進行檢討。
2002年10月25日，中華人民共和國主席江泽民訪問美國，美國總統小布希在會談中表示不支持臺灣獨立，並強調美國的「一個中國」政策是以《美中三個聯合公報》以及《臺灣關係法》為基礎，也明白表示美國的「一個中國」政策就是台海問題必須以和平方式解決。
2003年2月1日，美國哥倫比亞號太空梭失事解體，7名太空人全數罹難。總統陳水扁與外交部長簡又新分別向美國總統小布希與國務卿鮑爾表達哀悼與關懷之意。
2003年4月18日，美國聯邦參議院多數黨領袖費利斯特、預算委員會主席尼克斯、政府事務委員會主席柯琳絲、9月13日，愛荷華州長威薩克、10月4日，阿拉斯加州長穆考斯基、10月12日，民主黨全國委員會主席麥考理夫、11月10日，共和黨全國委員會共同主席魏格納相繼抵臺訪問。
2003年5月2日，美國聯邦參議院無異議通過支持臺灣參與WHO的第二四三號法案。5月14日，聯邦眾議院亦無異議通過參議院的第二四三號法案。
2003年9月17日，美國聯邦參議院成立「台灣連線」。
2003年10月24日，前中華民國總統蔣中正夫人宋美齡逝世，美国总统小布什透过白宫发表书面声明，表示“聆悉蒋夫人宋美龄女士逝世的不幸消息，劳拉和我深感悲恸。蒋夫人在她的一生中，尤其在上个世纪的艰难岁月裡，一直是美国的亲密朋友。世代美国人民将始终缅怀和敬重她的睿智与人格力量。我谨代表美国人民，向蒋夫人的家人及她在世界各地的仰慕者表示慰唁。”美国劳工部长趙小蘭與丈夫聯邦參議員麥康諾，以及美国国务院副发言人埃雷利皆对宋美龄的逝世表示哀悼。《华盛顿邮报》亦刊登长篇文章叙述宋美龄的一生，文章寫道，宋美龄是20世纪30－40年代全世界最有权势、最知名而且具有争议性的女性之一，也是那段期间美国对华政策具有高度影响力的人物。
2003年10月31日，總統陳水扁前往巴拿馬參加建國100年慶典時，再次過境紐約。此行除代表中華民國政府與人民向已故的宋美齡致哀，並向家屬頒贈中華民國國旗和褒揚令，也會見紐約州議會議長蕭佛、紐約市長彭博、紐約市議會議員等人，並參觀世界貿易中心遺址、在華爾道夫酒店出席國際人權聯盟晚宴，領取第35屆國際人權獎以及發表演說。還搭乘遊輪夜遊哈德遜河與東河，經過聯合國總部大樓時，陳水扁指著說，「總有一天臺灣可以進去的」。11月2日，陳水扁離開紐約，前往巴拿馬。
2003年12月8日，鉴于台湾宣布將在2004年3月举行总统大选时舉辦「防御性公投」，美国政府官员警告台湾不要举行有可能鼓动台独运动的公投，台湾方面表示理解美国不希望公投会影响台湾海峡的稳定，但公投将照常进行。
2004年3月13日，美國阿肯色州長哈克比、4月17日，蒙大拿州長麥裘麗、9月30日，俄亥俄州長塔弗特、11月28日，猶他州長沃克相繼抵台訪問；5月，中華民國副總統呂秀蓮、8月，行政院長游錫堃相繼過境美國。
2004年3月20日，陳水扁連任中華民國總統。27日，美國白宮發表聲明祝賀陳水扁勝選。由於選舉投票前一日發生正副總統遭槍擊事件，白宮在聲明中特別表示「美方讚揚台灣人民擁護現有法律機制並拒絕以法律以外之方式解決歧見」、「美方拒絕危害民主原則之暴力主張，蓋民主原則係美國與台灣人民之承諾」。也因為槍擊事件造成的選舉爭議，美國延遲數日後才發表祝賀聲明。
2004年5月，美國在世界衛生大會（WHA）總務委員會中首度發言支持「邀請台灣以觀察員身分參與世界衛生大會」，主張世界衛生組織（WHO）不應涉及政治議題，應賦予台灣一個特殊身分。其後在全會中，對於「邀請台灣以觀察員身分參與世界衛生大會」的提案表決，首度投下贊成票；6月，美國總統小布希簽署法令推動台灣成為世界衛生大會的觀察員，並授權國務卿擬定計劃，支持並為台灣取得觀察員身分。
2004年5月20日，總統陳水扁與副總統呂秀蓮連任就職，美國慶賀團團長為聯邦眾議院國際關係委員會亞太小組主席李奇，慶賀團成員包括阿拉斯加州長穆考斯基、美國在台協會代理理事主席浦為廉等，李奇並轉交給陳水扁一封美國總統小布希的賀函。
2004年6月11日，監察院長錢復以特使身份出席美國前總統雷根的國葬。
2004年12月，據民進黨立委林濁水所述，小布希一直對陳水扁為了選舉使兩岸衝突加據的言行相當憤怒，甚至曾在白宮幕僚前爆粗口。事情披露後，陳水扁政府向美方求證否認此事。
2005年2月27日，美國前總統柯林頓訪台，與中華民國總統陳水扁交換治國經驗。
2005年4月8日，總統陳水扁參加已故教宗若望·保祿二世的葬禮，與美國前總統老布希、柯林頓短暫交流。
2006年3月22日，台北市長馬英九在華盛頓的私人俱樂部與美國副國務卿佐利克、東亞暨太平洋事務助理國務卿希爾以及美國在台協會代理主席施藍琪（Barbara Schrage）等人會面。
2007年11月，美國航空母艦小鷹號通過台灣海峽。
美國政府對台灣執政的民主進步黨於2007年提出「以臺灣名義加入聯合國全國性公民投票案」的倡議表達反對立場，但同時肯定台灣對於深化及鞏固民主的努力。
2008年3月22日，中國國民黨候選人馬英九當選中華民國總統，美國總統小布希發布賀電，表示這次總統大選過程順利，深具民主自由意義，可喻為「台灣是亞洲、世界的民主燈塔」。
2008年5月，美國衛生部長萊維特致函WHO幹事長陳馮富珍，重申支持台灣成為WHA觀察員及實質參與WHO，並在其駐日內瓦代表團網站刊登美國立場的聲明。

#### 美國總統小布希友台言行
小布希於競選美國總統期間多次對台灣安全等問題作若干公開承諾，且於2001年4月25日以總統身分聲明美國「將竭盡所能協助台灣自衛」，並同意一個「強勁」的對台軍售案。
2002年2月，訪問日本時強調「美國將記得對台灣人民的承諾」。並且成為20多年來，美國總統首次在中國大陸公開表示美國要遵守《臺灣關係法》。
2003年8月29日，將台灣納入事實上的主要非北約盟友。
2005年6月8日，接受美國福斯電視台專訪時，公開宣示美國信守《台灣關係法》之承諾，「若中國片面侵台，我們將依據《台灣關係法》之精神挺身而出」。11月8日，接受媒體專訪時，重申「強烈支持」《台灣關係法》，為美國歷任總統對該法案最堅定的公開表態。11月16日，於日本京都演說，以兩段篇幅高度肯定台灣的民主、自由與繁榮，足為中國的典範。
2007年9月7日，出席在澳大利亞雪梨舉行的亞太經濟合作會議領導人非正式會議，於公開演講時讚揚台灣的民主發展與經濟成就。